# Saint-Maur-des-Bois
Saint-Maur-des-Bois is een gemeente in het Franse departement Manche in de regio Normandië. Het maakt deel uit van het arrondissement Avranches en sinds 22 maart 2015 van het kanton Villedieu-les-Poêles, toen het kanton Saint-Pois, waar de gemeente onder viel, werd opgeheven. De gemeente telde 157 inwoners op 1 januari 2022.

## Geografie
De oppervlakte van Saint-Maur-des-Bois bedraagt 4,97 vierkante kilometer; Op 1 januari 2022 was de bevolkingsdichtheid 31,6 inwoners per km².
De onderstaande kaart toont de ligging van Saint-Maur-des-Bois met de belangrijkste infrastructuur en aangrenzende gemeenten.

## Demografie
Onderstaande figuur toont het verloop van het inwonertal.

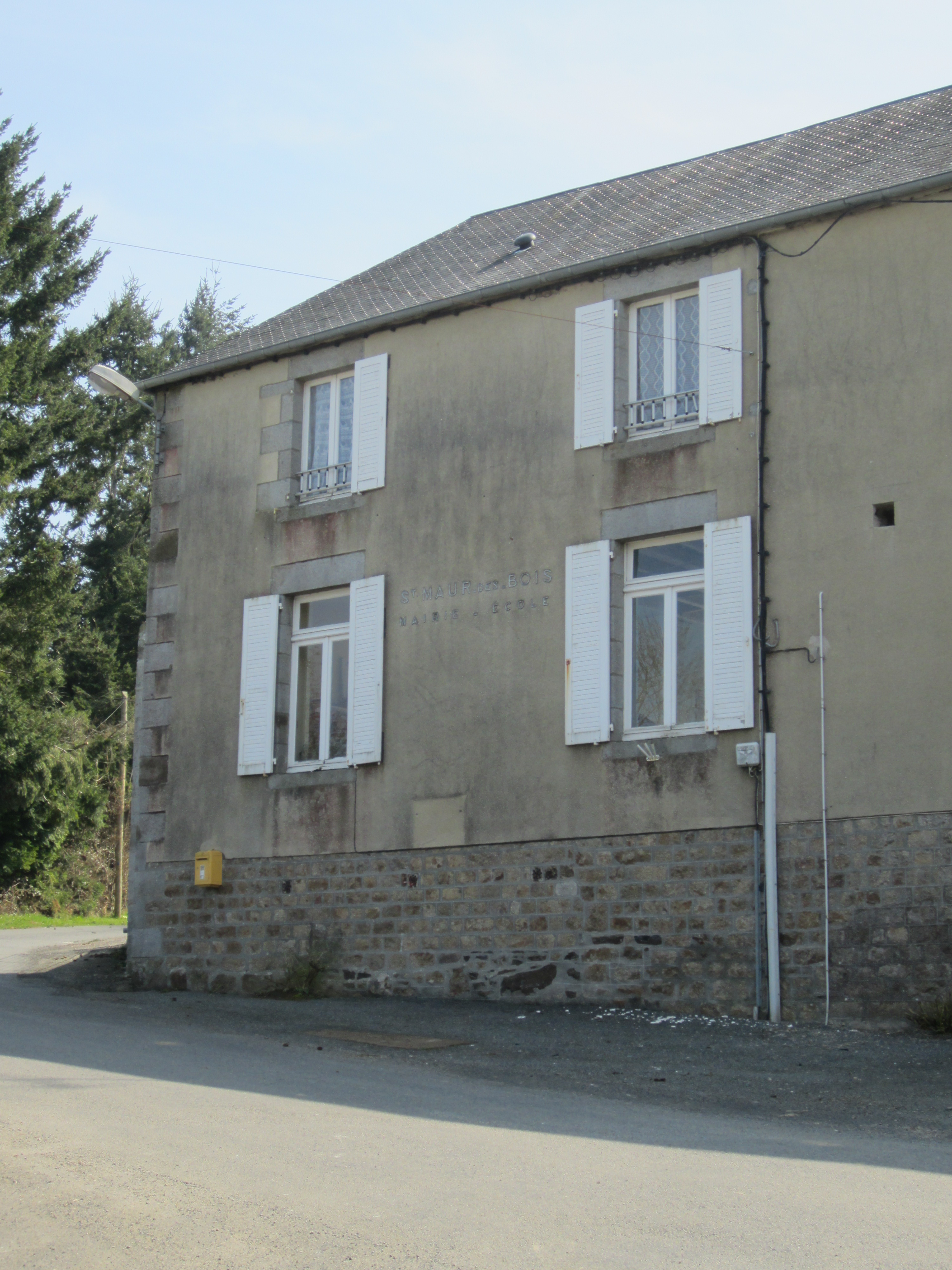
Gemeentehuis
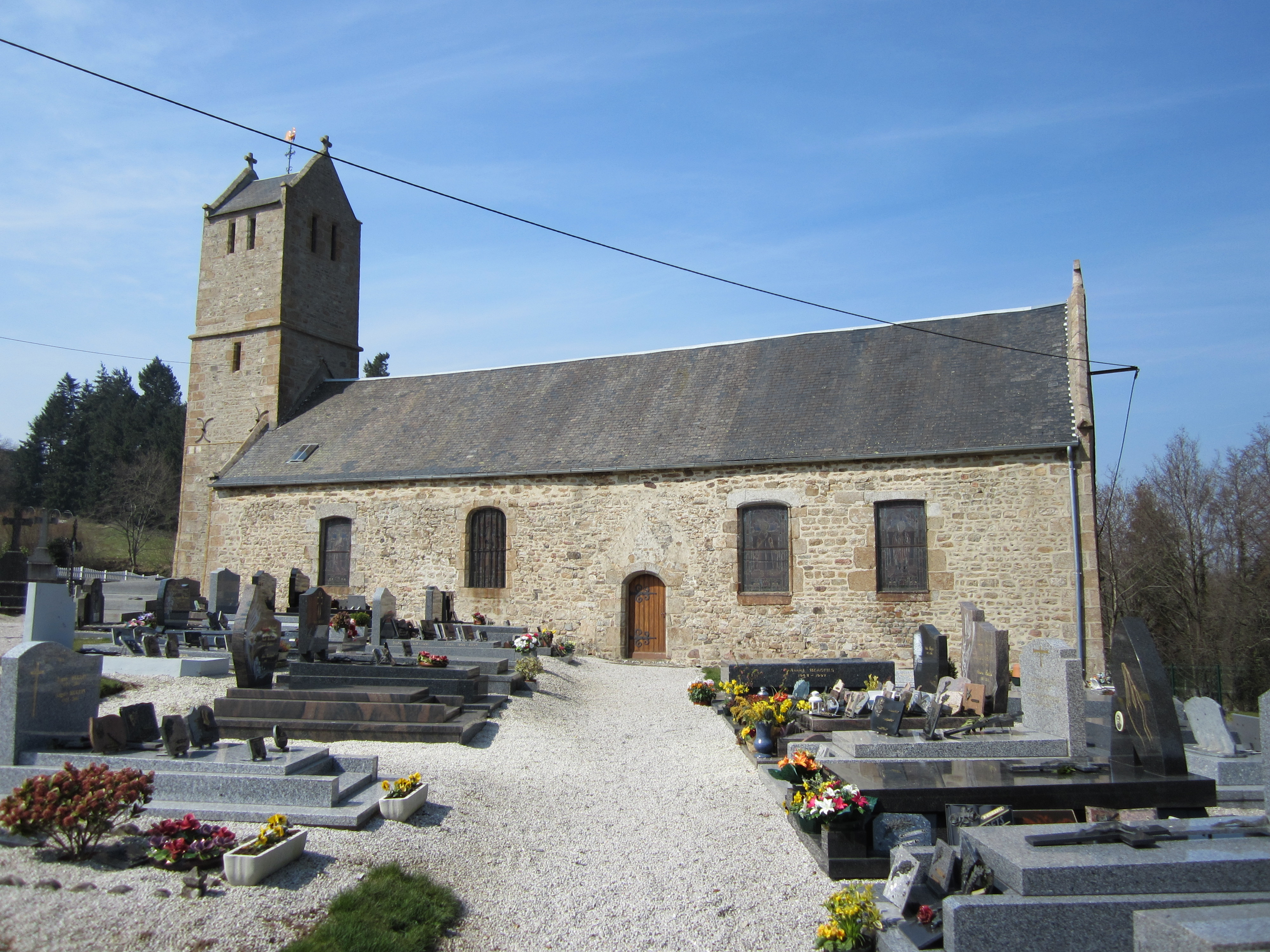
Kerk Saint-Maur

Beslon · La Bloutière · Boisyvon · Bourguenolles · Champrepus · La Chapelle-Cécelin · Le Chefresne · Chérencé-le-Héron · La Colombe · Coulouvray-Boisbenâtre · Fleury · Le Guislain ·La Haye-Bellefond · La Lande-d'Airou · Margueray · Maupertuis · Montabot · Montbray · Morigny · Percy · Sainte-Cécile · Saint-Martin-le-Bouillant · Saint-Maur-des-Bois · Saint-Pois · Le Tanu · La Trinité · Villebaudon · Villedieu-les-Poêles-Rouffigny